# Ballatha aurata
Ballatha aurata är en fjärilsart som beskrevs av W. Warren 1916. Ballatha aurata ingår i släktet Ballatha och familjen trågspinnare. Inga underarter finns listade i Catalogue of Life.